# Grand Prix Bahrajnu 2021
Grand Prix Bahrajnu 2021 (oficiálně Formula 1 Gulf Air Bahrain Grand Prix 2021) se jela na okruhu Bahrain International Circuit v Sachíru v Bahrajnu dne 28. března 2021. Závod byl prvním v pořadí v sezóně 2021 šampionátu Formule 1.

## Kvalifikace
| Poř.                       | No. | Jezdec             | Konstruktér               | Časy v kvalifikaci | Časy v kvalifikaci | Časy v kvalifikaci | Pořadí na startu |
| Poř.                       | No. | Jezdec             | Konstruktér               | Q1                 | Q2                 | Q3                 | Pořadí na startu |
| -------------------------- | --- | ------------------ | ------------------------- | ------------------ | ------------------ | ------------------ | ---------------- |
| 1                          | 33  | Max Verstappen     | Red Bull Racing-Honda     | 1:30.499           | 1:30.318           | 1:28.997           | 1                |
| 2                          | 44  | Lewis Hamilton     | Mercedes                  | 1:30.617           | 1:30.085           | 1:29.385           | 2                |
| 3                          | 77  | Valtteri Bottas    | Mercedes                  | 1:31.200           | 1:30.186           | 1:29.586           | 3                |
| 4                          | 16  | Charles Leclerc    | Ferrari                   | 1:30.691           | 1:30.010           | 1:29.678           | 4                |
| 5                          | 10  | Pierre Gasly       | AlphaTauri-Honda          | 1:30.848           | 1:30.513           | 1:29.809           | 5                |
| 6                          | 3   | Daniel Ricciardo   | McLaren-Mercedes          | 1:30.795           | 1:30.222           | 1:29.927           | 6                |
| 7                          | 4   | Lando Norris       | McLaren-Mercedes          | 1:30.902           | 1:30.099           | 1:29.974           | 7                |
| 8                          | 55  | Carlos Sainz Jr.   | Ferrari                   | 1:31.653           | 1:30.009           | 1:30.215           | 8                |
| 9                          | 14  | Fernando Alonso    | Alpine-Renault            | 1:30.863           | 1:30.595           | 1:30.249           | 9                |
| 10                         | 18  | Lance Stroll       | Aston Martin-Mercedes     | 1:31.261           | 1:30.624           | 1:30.601           | 10               |
| 11                         | 11  | Sergio Pérez       | Red Bull Racing-Honda     | 1:31.165           | 1:30.659           |                    | BOX              |
| 12                         | 99  | Antonio Giovinazzi | Alfa Romeo Racing-Ferrari | 1:30.998           | 1:30.708           |                    | 12               |
| 13                         | 22  | Júki Cunoda        | AlphaTauri-Honda          | 1:30.607           | 1:31.203           |                    | 13               |
| 14                         | 7   | Kimi Räikkönen     | Alfa Romeo Racing-Ferrari | 1:31.547           | 1:31.238           |                    | 14               |
| 15                         | 63  | George Russell     | Williams-Mercedes         | 1:31.316           | 1:33.430           |                    | 15               |
| 16                         | 31  | Esteban Ocon       | Alpine-Renault            | 1:31.724           |                    |                    | 16               |
| 17                         | 6   | Nicholas Latifi    | Williams-Mercedes         | 1:31.936           |                    |                    | 17               |
| 18                         | 5   | Sebastian Vettel   | Aston Martin-Mercedes     | 1:32.056           |                    |                    | 20               |
| 19                         | 47  | Mick Schumacher    | Haas-Ferrari              | 1:32.449           |                    |                    | 18               |
| 20                         | 9   | Nikita Mazepin     | Haas-Ferrari              | 1:33.273           |                    |                    | 19               |
| 107% času vítěze: 1:36.833 |     |                    |                           |                    |                    |                    |                  |
| Zdroj:                     |     |                    |                           |                    |                    |                    |                  |

Poznámky
1. ↑  Sergio Pérez se kvalifikoval jako jedenáctý, ale kvůli elektronickému problému, ke kterému došlo během zaváděcího kola, musel startovat z boxové uličky. Jeho místo na startovním roštu zůstalo prázdné
2. ↑  Sebastian Vettel obdržel trest posunu o 5 míst vzad za ignorování dvojtých žlutých vlajek v kvalifikaci.

## Závod
| Poř.                                                                 | No. | Jezdec             | Konstruktér               | Počet kol | Čas/Odstoupení      | Pořadí na startu | Body |
| -------------------------------------------------------------------- | --- | ------------------ | ------------------------- | --------- | ------------------- | ---------------- | ---- |
| 1                                                                    | 44  | Lewis Hamilton     | Mercedes                  | 56        | 1:32:03.897         | 2                | 25   |
| 2                                                                    | 33  | Max Verstappen     | Red Bull Racing-Honda     | 56        | +0.745              | 1                | 18   |
| 3                                                                    | 77  | Valtteri Bottas    | Mercedes                  | 56        | +37.383             | 3                | 16   |
| 4                                                                    | 4   | Lando Norris       | McLaren-Mercedes          | 56        | +46.466             | 7                | 12   |
| 5                                                                    | 11  | Sergio Pérez       | Red Bull Racing-Honda     | 56        | +52.047             | BOX              | 10   |
| 6                                                                    | 16  | Charles Leclerc    | Ferrari                   | 56        | +59.090             | 4                | 8    |
| 7                                                                    | 3   | Daniel Ricciardo   | McLaren-Mercedes          | 56        | +1:06.004           | 6                | 6    |
| 8                                                                    | 55  | Carlos Sainz Jr.   | Ferrari                   | 56        | +1:07.100           | 8                | 4    |
| 9                                                                    | 22  | Júki Cunoda        | AlphaTauri-Honda          | 56        | +1:25.692           | 13               | 2    |
| 10                                                                   | 18  | Lance Stroll       | Aston Martin-Mercedes     | 56        | +1:26.713           | 10               | 1    |
| 11                                                                   | 7   | Kimi Räikkönen     | Alfa Romeo Racing-Ferrari | 56        | +1:28.864           | 14               |      |
| 12                                                                   | 99  | Antonio Giovinazzi | Alfa Romeo Racing-Ferrari | 55        | +1 kolo             | 12               |      |
| 13                                                                   | 31  | Esteban Ocon       | Alpine-Renault            | 55        | +1 kolo             | 16               |      |
| 14                                                                   | 63  | George Russell     | Williams-Mercedes         | 55        | +1 kolo             | 15               |      |
| 15                                                                   | 5   | Sebastian Vettel   | Aston Martin-Mercedes     | 55        | +1 kolo             | 20               |      |
| 16                                                                   | 47  | Mick Schumacher    | Haas-Ferrari              | 55        | +1 kolo             | 18               |      |
| 17                                                                   | 10  | Pierre Gasly       | AlphaTauri-Honda          | 52        | Poškození po kolizi | 5                |      |
| 18                                                                   | 6   | Nicholas Latifi    | Williams-Mercedes         | 51        | Rychlonabíječka     | 17               |      |
| Ret                                                                  | 14  | Fernando Alonso    | Alpine-Renault            | 32        | Brzdy               | 9                |      |
| Ret                                                                  | 9   | Nikita Mazepin     | Haas-Ferrari              | 0         | Nehoda              | 19               |      |
| Nejrychlejší kolo: Valtteri Bottas (Mercedes) – 1:32.090 (v kole 56) |     |                    |                           |           |                     |                  |      |
| Zdroj:                                                               |     |                    |                           |           |                     |                  |      |

Poznámky
1. ↑  Valtteri Bottas získal jeden bod za zajetí nejrychlejšího kola.
2. ↑  Sebastian Vettel obdržel trest přičtení 10 sekund k času v cíli za zavinění kolize s Estebanem Oconem.
3. 1 2  Pierre Gasly a Nicholas Latifi odstoupili ze závodu, ale byli klasifikováni, protože odjeli více než 90 % délky závodu.

## Průběžné pořadí po závodě
Pohár jezdců
|        | Pořadí | Jezdec          | Body |
| ------ | ------ | --------------- | ---- |
|        | 1      | Lewis Hamilton  | 25   |
|        | 2      | Max Verstappen  | 18   |
|        | 3      | Valtteri Bottas | 16   |
|        | 4      | Lando Norris    | 12   |
|        | 5      | Sergio Pérez    | 10   |
| Zdroj: |        |                 |      |

Pohár konstruktérů
|        | Pořadí | Konstruktér      | Body |
| ------ | ------ | ---------------- | ---- |
|        | 1      | Mercedes         | 41   |
|        | 2      | Red Bull-Honda   | 28   |
|        | 3      | McLaren–Mercedes | 18   |
|        | 4      | Ferrari          | 12   |
|        | 5      | AlphaTauri-Honda | 2    |
| Zdroj: |        |                  |      |